# Да! (альбом Аллы Пугачёвой)
«Да!» — четырнадцатый студийный альбом Аллы Пугачёвой вышедший в 1998 году. Включает в себя 14 песен. Песня «Примадонна» записана на французском языке. В оформлении альбома были использованы рисунки певицы.

## История создания
В январе 1997 года, когда телеканал «ОРТ», как член Вещательного Союза выбрал для представления страны на конкурсе «Евровидение» Валерия Меладзе. Он должен был исполнять песню «Примадонна», музыку и слова к которой написала Алла Пугачёва. Однако из-за болезни певец вынужден был отказаться от участия в конкурсе, поэтому срочно пришлось искать замену. В итоге руководство телеканала «ОРТ» уговаривает ехать саму Пугачёву. Конкурс проходил 3 мая в Дублине. По итогам голосования Пугачёва набирает 33 балла (Словения — 12, Нидерланды — 8, Эстония — 7, Австрия — 5, Норвегия — 1), что в итоге дает ей 15 (из 25) место. Песня становится популярной в России, её выпускают в качестве сингла к будущему альбому.
Особую популярность в тот период Пугачёвой также приносит песня «Позови меня с собой». Песня была написана Татьяной Снежиной, она сама исполняла её на своих концертах. После трагической гибели поэтессы её брат переслал запись песни Алле Пугачёвой, которая включила её в свой репертуар. В исполнении певицы песня стала чрезвычайно популярной и победила на конкурсе «Песня года-97».

## Продвижение
26 ноября 1997 года во время большой пресс-конференции в редакции газеты «Аргументы и факты» официально объявляет о возвращении на большую сцену и о возобновлении гастрольной деятельности. Певица готовит сразу две концертные программы: «Да!» (для стадионов и больших площадок) и «Избранное» для камерных залов. Большое турне начинается в апреле 1998 в Казахстане. За три года дано свыше 150 концертов в России, странах бывшего СССР, а также в Германии, Израиле, Англии, США и Греции. Телеверсия московских концертов транслируется по Первому каналу, а позже выпускается на CD, VHS и DVD. Впоследствии некоторые песни вошли в следующие концертные программы — «Мы приехали» и «Сны о любви», а песня «Как-нибудь» исполнялась в 2019 году на юбилейном концерте Пугачёвой «Алла Пугачёва. P. S.», посвящённом 70-летию певицы.

## Отзывы критиков
| Оценки критиков | Оценки критиков |
| Источник        | Оценка          |
| --------------- | --------------- |
| Живой звук      | [ 3 ]           |

В своей рецензии для газеты «Живой звук» Александр Кутинов отметил своеобразную обложку в манере Тулуз-Лотрека и критический взгляд на собственную внешность. Он также написал, что голос у исполнительницы здесь довольно средний, с «хрипловатыми кафешантанными интонациями, однако тонкая работа на выходе легко выдаёт ШКОЛУ», а вокальные же интонации «настолько оригинальны и узнаваемы, что намертво врезаются в мозг уже со второй песни». Всё это формирует в сознании «образ чувственной, хитрой и одновременно безрассудной женщины, стихия которой коварство и любовь». Комментируя музыкальное содержание он заметил, что при видимой установке на хитрость, оно не выходит за рамки обычного, команда авторов прилежно делает своё дело, нашпиговывая альбом стилями от ритм-н-блюза до техно-попа, с сомнительными инъекциями французского языка в грандиозной «Примадонне». Резюмируя, он отметил, что все «песни сработаны крепко, а исполнены и того крепче», и в этом, по его мнению, главная беда — вся «крепость и сверхпрофессионализм камнем тянут вниз, к грешной и порядком надоевшей земле». 

## Список композиций
| №                   | Название              | Текст песни                         | Музыка              | Длительность |
| ------------------- | --------------------- | ----------------------------------- | ------------------- | ------------ |
| 1.                  | «Мал помалу»          | Александр Ружицкий                  | Александр Ружицкий  | 2:59         |
| 2.                  | «Австралиец»          | неизвестно                          | неизвестно          | 4:51         |
| 3.                  | «В воду войду»        | Анатолий Куликов                    | Анатолий Куликов    | 3:33         |
| 4.                  | «Ты мой сон»          | Александр Лукьянов, Алла Пугачёва   | Александр Лукьянов  | 3:23         |
| 5.                  | «А ты не знал»        | Илья Резник                         | Александр Венгеров  | 4:12         |
| 6.                  | «Счастье»             | Аркадий Славоросов                  | Олег Молчанов       | 5:05         |
| 7.                  | «Не улетай»           | Карен Кавалерян                     | Андрей Мисин        | 4:01         |
| 8.                  | «Успокой»             | Борис Вахнюк                        | Алла Пугачёва       | 4:19         |
| 9.                  | «Позови меня с собой» | Татьяна Снежина                     | Татьяна Снежина     | 4:19         |
| 10.                 | «В Петербурге гроза»  | Александр Лукьянов                  | Александр Лукьянов  | 4:23         |
| 11.                 | «Как-нибудь»          | Александр Розенбаум                 | Александр Розенбаум | 4:45         |
| 12.                 | «Песня о Москве»      | Карен Кавалерян                     | Андрей Мисин        | 5:09         |
| 13.                 | «Мы в этой жизни»     | Татьяна Снежина                     | Татьяна Снежина     | 4:46         |
| 14.                 | «Примадонна»          | Алла Пугачёва (пер. Мишеля Ривгоша) | Алла Пугачёва       | 3:06         |
| Общая длительность: | Общая длительность:   | Общая длительность:                 | Общая длительность: | 58:51        |